# Нетрокона
Нетрокона (бенг. নেত্রকোনা) — город и муниципалитет на северо-востоке Бангладеш, административный центр одноимённого округа. Площадь города равна 13,63 км². По данным переписи 2001 года, в городе проживало 53 853 человека, из которых мужчины составляли 51,22 %, женщины — соответственно 48,78 %. Плотность населения равнялась 3951 чел. на 1 км². Уровень грамотности взрослого населения составлял 54,2 % (при среднем по Бангладеш показателе 43,1 %).